# Telamonia festiva
Espèce
Synonymes
- Viciria terebrifera Thorell, 1890
- Bathippus trinotatus Thorell, 1895
- Viciria signata Simon, 1899
- Viciria terebrifera nigrina Simon, 1903
- Lyssomanes sikkimensis Tikader, 1967
- Telamonia shepardi Barrion, Barrion-Dupo & Heong, 2013

Telamonia festiva est une espèce d'araignées aranéomorphes de la famille des Salticidae.

## Distribution
Cette espèce se rencontre en Inde, au Sri Lanka, au Népal, en Birmanie, en Thaïlande, au Viêt Nam, au Cambodge, en Malaisie, à Singapour, en Indonésie à Sumatra, à Java et à Sulawesi, aux Philippines, à Taïwan et en Chine.

## Description
La femelle holotype mesure 11,25 mm.
Le mâle décrit par Yin et al. en 2012 mesure 6,40 mm et les femelles de 9,00 à 10,10 mm.

## Liste des sous-espèces
Selon World Spider Catalog (version 25.5, 01/01/2025) :
- Telamonia festiva festiva Thorell, 1887
- Telamonia festiva nigrina (Simon, 1903) du Viêt Nam

## Systématique et taxinomie
Cette espèce a été décrite par Thorell en 1887.
Viciria signata a été placée en synonymie par Simon en 1903.
Viciria terebrifera a été placée en synonymie par Prószyński en 1984.
Bathippus trinotatus a été placée en synonymie par Żabka en 1988.
Lyssomanes sikkimensis a été placée en synonymie par Roy, Saha et Raychaudhuri en 2016.
Telamonia shepardi a été placée en synonymie par Lin, Wu, Cai, Li, Barrion et Heong en 2023.

## Publications originales
- Thorell, 1887 : « Viaggio di L. Fea in Birmania e regioni vicine. II. Primo saggio sui ragni birmani. » Annali del Museo civico di storia naturale di Genova, vol. 25, p. 5-417 (texte intégral).
- Simon, 1903 : « Études arachnologiques. 33e Mémoire. LIII. Arachnides recueillis à Phuc-Son (Annam) par M. H. Fruhstorfer (nov-dec. 1899). » Annales de la Société Entomologique de France, vol. 71, p. 725-736 (texte intégral).